# Nghị quyết ES-10/21 Đại hội đồng Liên Hợp Quốc
Nghị quyết số ES-10/21 Đại hội đồng Liên Hợp Quốc là một nghị quyết được thông qua tại phiên họp đặc biệt khẩn cấp lần thứ 10 của Đại hội đồng Liên Hợp Quốc về chiến tranh Israel–Hamas 2023.
Nghị quyết yêu cầu thực hiện ngừng bắn nhân đạo và chấm dứt chiến sự "lập tức, bền vững", lên án "mọi hành động bạo lực chống lại thường dân Palestine và Israel" và "yêu cầu các bên lập tức tuân thủ đầy đủ các nghĩa vụ theo luật quốc tế".
Nghị quyết được Jordan trình trước Đại hội đồng Liên Hợp Quốc sau khi bốn nghị quyết yêu cầu đình chiến, ngừng bắn nhân đạo đều bị Hội đồng Bảo an bác bỏ. Nghị quyết được Đại hội đồng thông qua với 121 phiếu thuận, 14 phiếu chống, 44 phiếu trắng.

## Bối cảnh
Ngày 17 tháng 10 năm 2023, đại diện của Nga trình một nghị quyết yêu cầu tiếp tế nhân đạo, sơ tán thường dân Palestine một cách an toàn và thả con tin trước Hội đồng Bảo an Liên Hợp Quốc. Biểu quyết cho kết quả bốn phiếu tán thành, bốn phiếu không tán thành và sáu phiếu trắng nên nghị quyết không được thông qua. Ngày 18 tháng 10, đại điện của Brasil trình một nghị quyết yêu cầu ngừng bắn nhằm tạo điều kiện viện trợ nhân đạo và thẳng thắn lên án hành động của Hamas chống lại Israel nhưng bị đại diện của Hoa Kỳ phủ quyết do "không đề cập quyền tự vệ của Israel".
Nghị quyết số ES-10/21 được Jordan trình trước Đại hội đồng Liên Hợp Quốc (LHQ) thay mặt một nhóm những nước Ả Rập sau khi bốn nghị quyết yêu cầu đình chiến, ngừng bắn nhân đạo đều bị Hội đồng Bảo an bác bỏ. 21 nước Ả Rập khác tham gia soạn dự thảo nghị quyết. 47 nước ủng hộ trình nghị quyết trước Đại hội đồng.
Đại diện của Canada đề nghị bổ sung lên án Hamas, lên án việc bắt giữ con tin và yêu cầu các con tin được "an toàn và đối xử nhân đạo" vào nghị quyết. Tuy đa số thành viên LHQ ủng hộ đề nghị của Canada nhưng chỉ 88 thành viên bỏ phiếu tán thành trong khi 55 thành viên bỏ phiếu không tán thành, 23 thành viên bỏ phiếu trắng, không đạt được đa số hai phần ba cần thiết.
Ngày 25 tháng 10, Tổng Thư ký LHQ António Guterres có bài phát biểu kêu gọi ngừng bắn và cho rằng cuộc tấn công của Hamas "không có lửa làm sao có khói" nên phải được đặt trong bối cảnh cuộc "chiếm đóng ngột ngạt" 56 năm của Israel đối với người Palestine. Ông khẳng định, "cái khổ của người Palestine không thể biện minh cho cuộc tấn công kinh khủng của Hamas. Và cuộc tấn công kinh khủng đó không thể biện minh cho sự trừng phạt tập thể người Palestine". Israel tuyên bố sẽ cấm đại diện của LHQ nhập cảnh Israel nhằm "dạy họ một bài học" và yêu cầu Tổng Thư ký từ chức.

## Kết quả biểu quyết
Kết quả biểu quyết ban đầu là 120 phiếu tán thành do nút biểu quyết của đại diện Iraq bị lỗi kỹ thuật.
| Phiếu Thuận (121) 47 nước đề nghị (đánh dấu ) | Phiếu trắng (44) | Phiếu Chống (14) | Vắng mặt (14) |
| --- | --- | --- | --- |
| \| Afghanistan · Algérie · Andorra · Angola · Antigua và Barbuda · Argentina · Armenia · Azerbaijan · Bahamas · Bahrain · Bangladesh · Barbados · Belarus · Bỉ · Belize · Bhutan · Bolivia (Nhà nước Đa dân tộc) · Bosnia và Herzegovina · Botswana · Brasil · Brunei Darussalam · Cộng hòa Trung Phi · Chad · Chile · Trung Quốc · Colombia · Comoros · Congo · Costa Rica · Bờ Biển Ngà · Cuba · Triều Tiên · Cộng hòa Dân chủ Congo · Djibouti · Dominica · Cộng hòa Dominica · Ecuador · Ai Cập · El Salvador · Guinea Xích Đạo · Eritrea · Pháp · Gabon · Gambia (Cộng hòa) · Ghana · Grenada · Guinea · Guinea-Bissau · Guyana · Honduras · Indonesia · Iran (Cộng hòa Hồi giáo) · Iraq · Ireland · Jordan · Kazakhstan · Kenya · Kuwait · Kyrgyzstan · Lào · Liban \| Lesotho · Libya · Liechtenstein · Luxembourg · Madagascar · Malawi · Malaysia · Maldives · Mali · Malta · Mauritania · Mauritius · México · Mông Cổ · Montenegro · Maroc · Mozambique · Myanmar · Namibia · Nepal · New Zealand · Nicaragua · Niger · Nigeria · Na Uy · Oman · Pakistan · Peru · Bồ Đào Nha · Qatar · Liên bang Nga · Saint Kitts và Nevis · Saint Lucia · Saint Vincent và Grenadines · Ả Rập Xê Út · Senegal · Sierra Leone · Singapore · Slovenia · Quần đảo Solomon · Somalia · Nam Phi · Tây Ban Nha · Sri Lanka · Sudan · Suriname · Thụy Sĩ · Syria · Tajikistan · Thái Lan · Timor-Leste · Trinidad và Tobago · Thổ Nhĩ Kỳ · Uganda · Các tiểu vương quốc Ả Rập thống nhất · Cộng hòa Thống nhất Tanzania · Uzbekistan · Việt Nam · Yemen · Zimbabwe \| | Albania · Úc · Bulgaria · Cabo Verde · Cameroon · Canada · Síp · Đan Mạch · Estonia · Ethiopia · Phần Lan · Gruzia · Đức · Hy Lạp · Haiti · Iceland · Ấn Độ · Ý · Nhật Bản · Kiribati · Latvia · Litva · Monaco · Hà Lan · Bắc Macedonia · Palau · Panama · Philippines · Ba Lan · Hàn Quốc · Cộng hòa Moldova · România · San Marino · Serbia · Slovakia · Nam Sudan · Thụy Điển · Tunisia · Tuvalu · Ukraina · Anh Quốc · Uruguay · Vanuatu · Zambia | Áo · Croatia · Cộng hòa Séc · Fiji · Guatemala · Hungary · Israel · Quần đảo Marshall · Liên bang Micronesia · Nauru · Papua New Guinea · Paraguay · Tonga · Hoa Kỳ | Benin · Burkina Faso · Burundi · Campuchia · Eswatini (Vương quốc) · Jamaica · Liberia · Rwanda · Samoa · Sao Tome và Principe · Seychelles · Togo · Turkmenistan · Venezuela (Cộng hòa Bolivaria) |
| Nhà nước quan sát viên: Tòa Thánh và Nhà nước Palestine | | | |
| Afghanistan · Algérie · Andorra · Angola · Antigua và Barbuda · Argentina · Armenia · Azerbaijan · Bahamas · Bahrain · Bangladesh · Barbados · Belarus · Bỉ · Belize · Bhutan · Bolivia (Nhà nước Đa dân tộc) · Bosnia và Herzegovina · Botswana · Brasil · Brunei Darussalam · Cộng hòa Trung Phi · Chad · Chile · Trung Quốc · Colombia · Comoros · Congo · Costa Rica · Bờ Biển Ngà · Cuba · Triều Tiên · Cộng hòa Dân chủ Congo · Djibouti · Dominica · Cộng hòa Dominica · Ecuador · Ai Cập · El Salvador · Guinea Xích Đạo · Eritrea · Pháp · Gabon · Gambia (Cộng hòa) · Ghana · Grenada · Guinea · Guinea-Bissau · Guyana · Honduras · Indonesia · Iran (Cộng hòa Hồi giáo) · Iraq · Ireland · Jordan · Kazakhstan · Kenya · Kuwait · Kyrgyzstan · Lào · Liban | Lesotho · Libya · Liechtenstein · Luxembourg · Madagascar · Malawi · Malaysia · Maldives · Mali · Malta · Mauritania · Mauritius · México · Mông Cổ · Montenegro · Maroc · Mozambique · Myanmar · Namibia · Nepal · New Zealand · Nicaragua · Niger · Nigeria · Na Uy · Oman · Pakistan · Peru · Bồ Đào Nha · Qatar · Liên bang Nga · Saint Kitts và Nevis · Saint Lucia · Saint Vincent và Grenadines · Ả Rập Xê Út · Senegal · Sierra Leone · Singapore · Slovenia · Quần đảo Solomon · Somalia · Nam Phi · Tây Ban Nha · Sri Lanka · Sudan · Suriname · Thụy Sĩ · Syria · Tajikistan · Thái Lan · Timor-Leste · Trinidad và Tobago · Thổ Nhĩ Kỳ · Uganda · Các tiểu vương quốc Ả Rập thống nhất · Cộng hòa Thống nhất Tanzania · Uzbekistan · Việt Nam · Yemen · Zimbabwe | | |

## Phản ứng
Tờ báo The Guardian đưa tin Hoa Kỳ và Israel bị cô lập tại LHQ sau khi chỉ 12 nước bỏ phiếu không tán thành nghị quyết mà một nửa là các nước quần đảo Thái Bình Dương. Gilad Erdan, đại diện Israel tại LHQ, lên án nghị quyết và cho rằng LHQ "chẳng còn một miếng chính danh hoặc tính thời sự". Linda Thomas-Greenfield, đại diện Hoa Kỳ tại LHQ, lên án nghị quyết là "một sự sỉ nhục". Phái đoàn Hoa Kỳ chỉ trích nghị quyết là "có thiếu sót nghiêm trọng". Olof Skoog, Quan sát viên Thường trực của Liên minh châu Âu, lấy làm tiếc việc nghị quyết Hội đồng Bảo an LHQ bị một số thành viên thường trực phủ quyết. Đại diện của Nhà nước Palestine, Thổ Nhĩ Kỳ, Qatar, Syria, Ghana, Pháp, Nga, Iran và Ai Cập ủng hộ nghị quyết. Brian Christopher Manley Wallace, đại diện Jamaica, kêu gọi các bên chấm dứt xung đột. Joaquín Alberto Pérez Ayestarán, đại diện Venezuela, yêu cầu Israel tuân thủ luật quốc tế. Phái đoàn Thụy Sĩ bỏ phiếu tán thành nghị quyết vì nhu cầu viện trợ nhân đạo cho người dân Gaza. Tarek Ladeb, đại sứ Tunisia tại LHQ, cho biết phái đoàn Tunisia bỏ phiếu trắng vì nghị quyết không lên án tội ác chiến tranh, tội diệt chủng của quân Israel.
Bộ trưởng Bộ Ngoại giao Israel Eli Cohen tuyên bố trên Twitter rằng Israel "dứt khoát bác bỏ" nghị quyết và "sẽ tiêu diệt Hamas giống như cách thế giới đã tiêu diệt Đức Quốc Xã và ISIS". Séc bỏ phiếu không tán thành vì nghị quyết không lên án hành động của Hamas, không công nhận quyền tự vệ của Israel và không yêu cầu thả con tin. Bộ trưởng Bộ Quốc phòng Séc Jana Černochová tuyên bố Séc nên rời khỏi LHQ nhưng bị Thủ tướng Petr Fiala, Bộ trưởng Bộ Ngoại giao Jan Lipavský và những thành viên nội các khác chỉ trích.
Sở dĩ Philippines và Úc bỏ phiếu trắng, mặc dù ủng hộ nhiều điểm trong dự thảo nghị quyết, là vì nghị quyết không lên án cuộc tấn công của Hamas vào ngày 7 tháng 10.
Hamas tuyên bố ủng hộ nghị quyết và yêu cầu thực hiện ngay nghị quyết. Mohd Na'im Mokhta, bộ trưởng tôn giáo Malaysia, cho rằng nghị quyết sẽ giúp thực hiện ngừng bắn và cung cấp viện trợ nhân đạo cho người Palestine, đặc biệt là người dân Gaza. Trong một tuyên bố khác, Bộ Ngoại giao Malaysia cho biết chính phủ Malaysia ủng hộ nghị quyết. Bộ trưởng Bộ Ngoại giao tạm quyền Pakistan Jalil Abbas Jilani kêu gọi cộng đồng quốc tế gây sức ép cho Israel phải tôn trọng "nghị quyết LHQ yêu cầu ngừng bắn ngay lập tức ở Gaza". Một tuyên bố chung của Đảng Cộng sản Ấn Độ (Chủ nghĩa Marx) và Đảng Cộng sản Ấn Độ lên án việc Ấn Độ bỏ phiếu trắng là phủ nhận sự ủng hộ của Ấn Độ đối với quyền tự quyết của dân tộc Palestine và lệ thuộc vào chủ nghĩa đế quốc Mỹ. Cựu thủ tướng Fiji Frank Bainimarama chỉ trích phiếu chống của Fiji là trái với "vai trò giữ gìn hòa bình lâu năm" của Fiji. Nghị viện Ả Rập ủng hộ nghị quyết và yêu cầu thực hiện "những biện pháp nghiêm túc" để gây sức ép cho Israel tuân thủ nghị quyết.